# Nickel City Opera

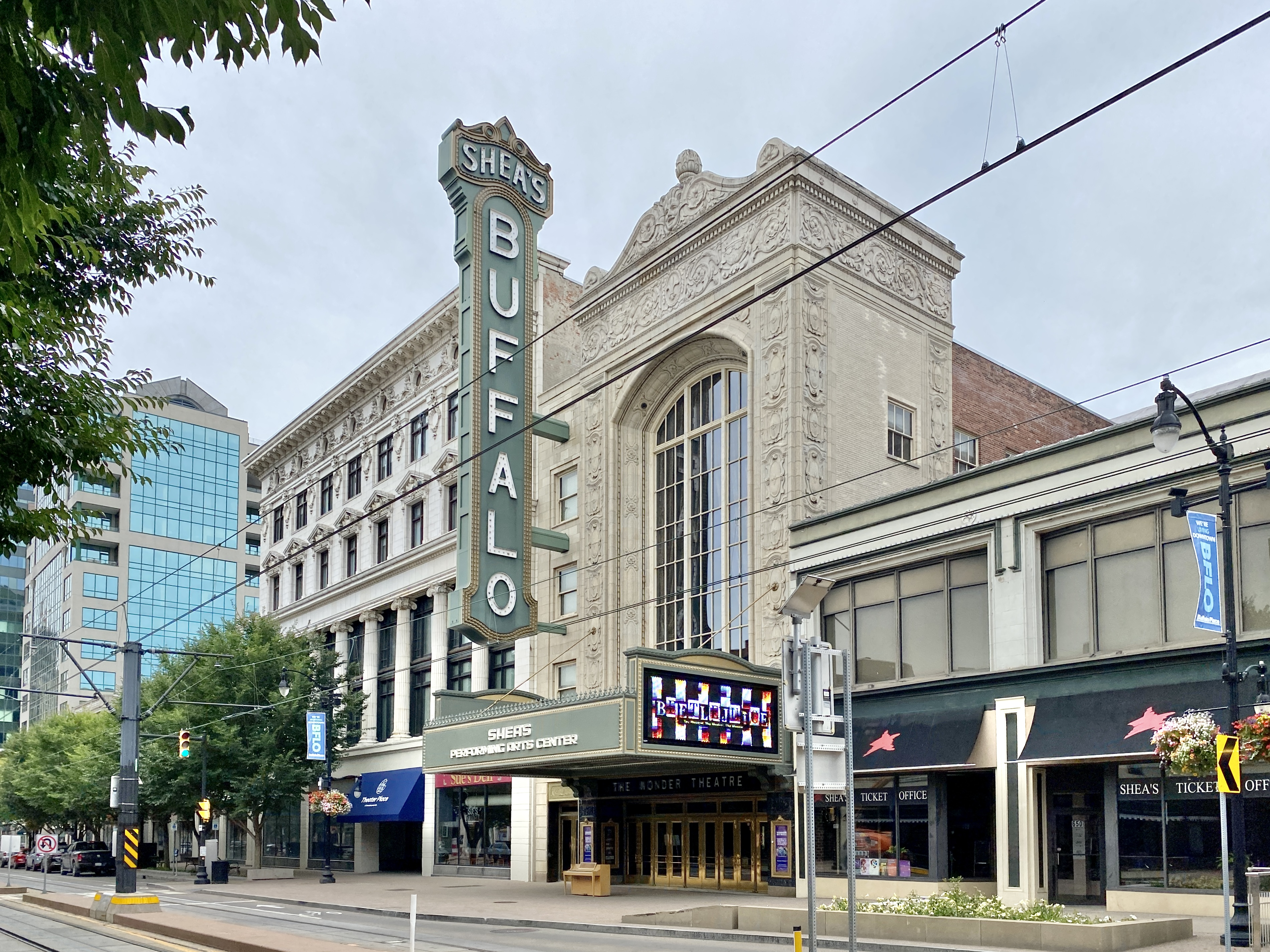
Shea's Performing Arts Center en Buffalo, sede principal de la Nickel City Opera

La Nickel City Opera (también conocida como NC Opera de Buffalo y NCO) es un teatro de ópera estadounidense en Buffalo, Nueva York. Hoy en día, la Nickel City Opera es uno de los principales teatros de ópera de los Estados Unidos y, con más de 3.000 asientos, uno de los teatros de ópera más grandes del mundo. La NCO fue fundada en 2004 por Valerian Ruminski y ha comisionado óperas y ha realizado estrenos mundiales de obras notables. Matthias Manasi fue director musical y director principal de la NCO de 2017 a 2021. La NCO colabora con la Orquesta Filarmónica de Buffalo, produciendo una amplia gama de obras, desde el barocco del siglo XVIII y el Bel canto del siglo XIX hasta el minimalismo del siglo XX y las óperas contemporáneas de los siglos XX y XXI. Estas óperas se presentan en producciones escénicas que varían en estilo, desde aquellas con elaboradas decoraciones tradicionales hasta otras que cuentan con diseños conceptuales modernos.
La NCO tiene su sede en el Centro de Artes Escénicas Shea (3.019 asientos) en el Distrito de Teatros de Buffalo en el centro de Buffalo. El Centro de Artes Escénicas Shea fue diseñado por la conocida compañía de Chicago, "Rapp and Rapp". El número original de 4.000 asientos se redujo al número actual de 3.019 asientos en la década de 1930, también para aumentar el lugar para la orquesta al aumentar el tamaño del foso de orquesta. El diseño interior fue diseñado por el diseñador y artista de renombre mundial Louis Comfort Tiffany utilizando elementos que en su mayoría todavía están presentes en la actualidad.

## Historia
La NCO fue fundada en 2004 y produjo El barbero de Sevilla por Gioachino Rossini , su primera ópera, en junio de 2009 en el Teatro Riviera. Al año siguiente, 2010, se produjo Rigoletto por Giuseppe Verdi .
La NCO cuenta hoy con un repertorio de más de 30 óperas y ha puesto en escena producciones de ópera como El trovador,La Bohème,Salomé, Don Pasquale,La fille du regiment,Tosca,Il tabarro,Der Schauspieldirektor,Lohengrin, Le Nozze di Figaro,La traviata, L'elisir d'amore, El Barbero de Sevilla,Amahl y los visitantes nocturnos por Gian Carlo Menotti, y The Music Shop por Richard Wargo.
Cantantes como Adam Klein, Elizabeth Blancke-Biggs, Eric Fennell, Victoria Livengood, Eduardo Villa, Ray Chenez, James Wright, John Packard, Zulimar López-Hernández, Marc Freiman, Michele Capalbo, David MacAdam,y Marieterese Magisano han actuado en las producciones de la NCO.
En 2011, como evento cultural especial, el NCO presentó una producción de Il tabarro de Giacomo Puccini, dirigida por Henry Akina a bordo del buque de guerra de la Armada de los Estados Unidos de los Estados Unidos USS The Sullivans (DD-537), un destructor de clase Fletcher fuera de servicio y uno de los puntos de referencia de Búfalo (Nueva York), que sirve como barco museo y está anclado en el Buffalo and Erie County Naval & Military Park en Buffalo, Nueva York. El USS The Sullivans (DD-537) sirvió como parte integral de la puesta en escena.
En 2017, Matthias Manasi asumió la dirección musical de la Nickel City Opera y fue nombrado nuevo director musical y director principal.
En 2017, una producción de Der Schauspieldirektor por Mozart fue celebrada por la crítica por su forma de tener en cuenta la Interpretación historicista en la práctica de la producción.
Durante la pandemia de coronavirus COVID-19, la NCO no pudo producir ópera en el Centro de Artes Escénicas Shea a partir de marzo de 2020. Una producción de Aida por Verdi planeada del 7 al 29 de agosto de 2021 en el Anfiteatro Artpark en el Parque Estatal Earl W. Brydges Artpark fue cancelada debido a las restricciones de la pandemia de coronavirus COVID-19.
Entre los directores de escena internacionales de la NCO se encuentran David Grabarkewitz, quien dirigió la producción ganadora del Premio Emmy de New York City Opera de Madama Butterfly por Giacomo Puccini para Public Broadcasting System (PBS) en 2008, y Marc Verzatt, galardonado como Director de Escena Destacado de 2006 por la revista Classical Singer.

## Premio al Servicio de Opera America
En mayo de 2017, Opera America otorgó a la Nickel City Opera y a Valerian Ruminski, director artístico de la NCO, su premio anual al servicio, que reconoce a aquellos que "promueven la ópera en sus comunidades y trabajan incansablemente para garantizar la más alta calidad artística posible y el servicio a la comunidad". En la ceremonia celebrada en Dallas, Marc A. Scorca, presidente y director ejecutivo de Opera America, dijo: "En nombre del personal y los miembros de Opera America, acepten mis felicitaciones y gracias por su excepcional contribución al campo de la ópera".

## Estrenos mundiales y estadounidenses
En junio de 2016, la Nickel City Opera produjo el estreno mundial de SHOT! compuesta por Persis Vehar con libreto por Gabrielle Vehar, sobre el aesinato del presidente de Estados Unidos William McKinley, producida en el Centro de Artes Escénicas Shea con Michael Ching, director de orquesta y David Grabarkewitz, director de escena. El papel del presidente William McKinleyfue cantado por Valerian Ruminski, el papel de Ida McKinley fue cantado por Marieterese Magisano con John Packard como Leon Czolgosz, Michele Capalbo como Emma Goldman y Fred Furnari como el superintendente de policía de Buffalo, Bull, acompañados por el coro de Nickel City Opera y la Orquesta Filarmónica de Buffalo. Los decorados recrearon escenas de la Exposición Panamericana de 1901, con proyecciones de 40 pies de imágenes originales de Thomas Edison de 1901 de la exposición, y fotos históricas poco comunes.
En junio de 2021, la NCO colaboró con Sotto Voce Vocal Collective para presentar el estreno mundial de la ópera The Second Sight por Jessie Downs, puesta en escena íntegramente en la Iglesia Unitaria Universalista de Buffalo.

## Directores

### Directores musicales principales / Directores titulares
Michael Ching fue director musical y director principal de la NCO de 2012 a 2017. Fue sucedido por Matthias Manasi como director musical y director principal de la NCO de 2017 a 2021. La NCO también ha tenido famosos directores invitados que no figuran aquí. Desde 2021 la NCO collabora exclusivamente con directores invitados.
- Michael Ching (director musical 2012-2017)
- Matthias Manasi (director musical 2017-2021)

### Directores de escena
Los directores de escena de las producciones de ópera en la NCO incluyen directores de escena de renombre internacional como David Grabarkewitz, quien dirigió la producción de la New York City Opera de Madama Butterfly por Puccini para PBS, que ganó un Premio Emmy en 2008. El director de escena Marc Verzatt, que fue galardonado como "Director de Escena Destacado del Año" en 2006 por la revista Classical Singer, también dirigió producciones de ópera en la NCO.

## Sitios
Las principales producciones de la Nickel City Opera se presentan en su sede principal, el Centro de Artes Escénicas Shea (3.019 asientos) en el centro de Buffalo.Otros sitios incluyen el Teatro Riviera (1149 asientos) en North Tonawanda (Nueva York), el Teatro Artpark Mainstage (2.400 asientos) y el Anfiteatro Artpark (4.400 asientos) en el Parque Estatal Earl W. Brydges Artpark en Lewiston, Nueva York, y el Centro de Artes Escénicas Nichols Flickinger (460 asientos) en Buffalo.